# El Albarracín
El Albarracín es una zona urbana situada al norte de la ciudad de San Roque (Cádiz), en Andalucía, España. Se encuentra enclavado en un entorno natural entre el Pinar del Rey y los montes de Sierra Carbonera.
Está conformada por multitud de parcelas rurales diseminadas, utilizadas mayoritariamente como primera residencia por sus propietarios. En ellas se practica la agricultura de subsistencia.

## Cultura
El Albarracín da su nombre al Fandango de Albarracín, baile de punta y tacón típico de San Roque y Castellar de la Frontera.

## Deporte
Desde 2006 El Albarracín es la sede del Enduro Ciudad de San Roque, una competición de motocross organizada por el Ayuntamiento de la ciudad.

## Comunicaciones
Se accede a El Albarracín por la carretera CA-9202, que conduce a la Fuente María España y a Los Olivillos, en el casco urbano de San Roque.
Entre julio de 2018 y julio de 2019, fecha en la que fue suprimida, una línea de autobuses urbanos llegaba al Albarracín.